# Hb 4
Hb 4 (PN G003.1+02.9, PK 3+2 1) ist ein Planetarischer Nebel, der von Edwin Hubble im Jahr 1921 entdeckt wurde. Sein Abstand wird mit 2,6 kpc angenommen. Im Zentrum liegt ein Wolf-Rayet-Stern des Typs WC 3-4. Die elliptische Nebelhülle dehnt sich mit etwas mehr als 20 km/s aus, während die schwach ionisierten und leuchtenden, Korkenziehern ähnlichen Jets Geschwindigkeiten von 150 km/s aufweisen.